# فريدريك جيبسون
فريدريك جيبسون (بالإنجليزية: Frederick Gibson)‏ (1 يناير 1907 في المملكة المتحدة - ) هو لاعب كرة قدم بريطاني في مركز حراسة المرمى. لعب مع برادفورد سيتي ونادي ميدلزبره وهال سيتي وفريكلي أثلتيك ‏ ونادي بوسطن يونايتد.